# Wilhelm Knigge
Wilhelm Knigge (* 16. Dezember 1906 in Bremen; † 20. Dezember 1995 in Berlin). auch Willy Knigge genannt, war ein deutscher Politiker (KPD/SED) und Widerstandskämpfer gegen den Nationalsozialismus. Er war 1933 sowie 1946 und von 1947 bis 1951 Abgeordneter der Bremischen Bürgerschaft und später FDGB-Funktionär in der DDR.

## Biografie

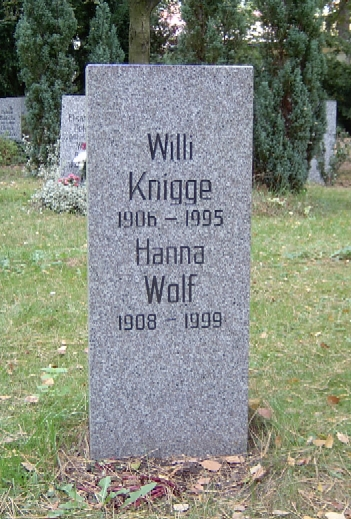
Grab von Hanna Wolf und Wilhelm Knigge im VdN-Ehrenhain auf dem Friedhof Pankow III in Berlin

Der Arbeitersohn  Knigge erlernte 1921 den Beruf des Maurers und war schon als Lehrling in kommunistischen Organisationen aktiv. 1921 wurde er Mitglied des Baugewerksbundes, 1924 des Rotfrontkämpferbundes und 1927 der KPD und der Roten Hilfe Deutschlands. Bis 1932 war er Leiter der Roten Jungfront in Bremen und leitete wehrpolitische Ausbildungen des Kampfbundes gegen den Faschismus (KGF). Von 1928 bis 1932 arbeitete Knigge als Maurer und Hafenarbeiter in Bremen und war Mitglied der Baugewerkschaft. 1932 war er politischer Leiter bei der Internationalen Arbeiterhilfe (IAH). 1933 wurde Knigge für die KPD zum Mitglied der Bremischen Bürgerschaft gewählt. 
Nach der Machtergreifung der Nationalsozialisten und dem Verbot der KPD setzte Knigge die Parteiarbeit in der Illegalität unter dem Decknamen Max fort. Im September 1933 ging Knigge in die Emigration in die Niederlande, dann nach Belgien, von wo er 1935 nach Frankreich ausgewiesen wurde. Von 1935 bis 1939 war Knigge Mitglied der KPD-Exilleitung in Paris und zuständig für Kaderfragen der Internationalen Brigaden. 1937 wurde Knigge aus dem Deutschen Reich ausgebürgert. Ab 1937 war Knigge Sonderkurier für das Politbüro der KPD in Paris, ab 1940 unter den Decknamen Schiller und Robert Vautier Mitglied der Résistance in Südfrankreich. Ab 1944 war Knigge Mitarbeiter der Zeitschrift „Soldat im Westen“ und mit Walter Vesper an der Einschleusung von KPD-Mitgliedern nach Deutschland beteiligt.
Im September 1945 kehrte Knigge nach Bremen zurück. Von 1945 bis 1951 war er Vorsitzender der KPD-Landesleitung in Bremen und Parteisekretär der KPD.
 
1946 und von 1947 bis 1951 war er Mitglied der Ernannten Bremischen Bürgerschaft und der 2. Bremischen Bürgerschaft und Mitglied verschiedener Deputationen.

Er war  Mitglied der 1947 gegründeten Vereinigung der Verfolgten des Naziregimes (VVN).
Im Juni 1951 siedelte Knigge in die DDR über und wurde dort SED-Mitglied und Instrukteur bei der Bau-Union in Dresden. 1951 und 1952 studierte er an der Parteihochschule Karl Marx in Liebenwalde. Von 1953 bis 1959 war er Erster Sekretär der SED-Stadtleitung Potsdam und zeitweise Mitglied der Bezirksleitung. Von 1954 bis 1959 war er Mitglied des Zentralvorstandes der Gesellschaft für Deutsch-Sowjetische Freundschaft (DSF). Von 1959 bis 1963 war er Sekretär des Bundesvorstandes und Mitglied des Präsidiums des Freien Deutschen Gewerkschaftsbundes (FDGB). 1964/65 war er Sektorenleiter im Ministerium für Bauwesen der DDR. 
Von 1966 bis 1971 war Knigge Kaderleiter im Staatssekretariat für gesamtdeutsche Fragen und von 1971 bis 1987 stellvertretender Leiter der Abteilung Verkehr im Zentralkomitee der SED. Ab 1980 war er Mitglied der Zentralleitung des Komitees der Antifaschistischen Widerstandskämpfer. 1988 wurde er aus Altersgründen von allen Funktionen entbunden. 1990 wurde er PDS-Mitglied.
Knigge lebte in einer Lebensgemeinschaft mit der SED-Politikerin Hanna Wolf. Die letzte Ruhe fanden beide im VdN-Ehrenhain auf dem Friedhof Pankow III in Berlin.

## Auszeichnungen
- 1946 Französische Befreiungsmedaille
- 6. Mai 1955 Vaterländischer Verdienstorden in Silber
- 1966 Orden Banner der Arbeit
- 1971 Vaterländischer Verdienstorden in Gold
- 1975 Verdienstmedaille der Nationalen Volksarmee
- 1976 Karl-Marx-Orden
- 1982 Ehrenspange zum Vaterländischen Verdienstorden in Gold
- 1986 Stern der Völkerfreundschaft